# Team Redline
Team Redline ist eine im Mai 2000 gegründete E-Sport-Organisation, welche sich auf Rennsimulationen spezialisiert hat.

## Geschichte
Team Redline wurde im Mai 2000 von Dom Duhan gegründet. Anfangs konzentrierte sich das Team auf die Rennsimulationen Grand Prix Legends, TOCA 2: Touring Cars und F1 2000. Bis 2015 hatte das Team über 100 Simracing-Meisterschaften auf verschiedenen Plattformen gewonnen.
Im Juli 2015 trat der heutige vierfache Formel-1-Weltmeister Max Verstappen Team Redline bei. Auch der Formel-1-Automobilrennfahrer Lando Norris spielte für Team Redline, darunter bei dem virtuellen 24-Stunden-Rennen von Le Mans im Juni 2020.
Im Dezember 2019 wurde das Pure Racing Team mit Team Redline fusioniert. Dabei wurden alle 16 Spieler des Teams von Team Redline übernommen.
Im April 2022 startete Team Redline eine Kooperation mit Red Bull. Dabei bekamen die Rennwagen des Teams ein neues Design. Neben der Kooperation mit Red Bull kooperierte Team Redline auch zusammen mit Porsche, Realteam und BMW.
Im Juli 2023 belegte Team Redline den zweiten Platz bei der ESL R1 2023, die bei Gamers8 (heute bekannt als Esports World Cup) in Riad stattfand. Im August 2024 belegte das Team bei der ESL R1 Spring, die ebenfalls bei der Esports World Cup stattfand, den ersten Platz, und zwei Spieler des Teams, Kevin Siggy und Sebastian Job, landeten unter den Top 3 der Einzelspielern.
Im Juni 2025 wurden alle drei Teams von Team Redline vom virtuellen 24-Stunden-Rennen auf dem Nürburgring, das von iRacing.com organisiert wurde, disqualifiziert, da sie einen Exploit nutzten, der ihren Rennwagen einen unfairen Vorteil verschaffte. Im darauffolgenden Monat gewann Team Redline das Rennsport R1 Spring-Turnier beim Esports World Cup 2025 und zwei Teams von Team Redline belegten den ersten und zweiten Platz beim virtuellen 24-Stunden-Rennen von Spa-Francorchamps, welches auch von iRacing.com organisiert wurde.

## Spieler
- Max Verstappen
- Jeffrey Rietveld
- Luke Bennett[26]
- Enzo Bonito
- Josh Thompson
- Kevin Siggy
- Chris Lulham
- Gianni Vecchio
- Diogo Pinto
- Sam Kuitert
- Florian Lebigre
- Gustavo Ariel
- Sebastian Job[27]
- Edoardo Leo[28]
- Gabriel Bortoleto[29]

(Stand Juni 2025)

## Erfolge (Auszug)

### Team-Erfolge
| Datum         | Platz | Veranstaltung                               | Computerspiel | Preisgeld             | Anmerkungen                                   |
| ------------- | ----- | ------------------------------------------- | ------------- | --------------------- | --------------------------------------------- |
| Oktober 2020  | 1.    | V10 R-League - Season 1                     | Assetto Corsa | £30,000 (~33,116 €)   | Als Porsche24 Redline                         |
| Januar 2022   | 1.    | 2022 24 Hours of Le Mans Virtual            | rFactor 2     | $60,000 (~52,415 €)   | Als Realteam Hydrogen Redline, nur LMP-Klasse |
| Januar 2022   | 1.    | 2022 24 Hours of Le Mans Virtual            | rFactor 2     | $60,000 (~52,415 €)   | Als BMW Team Redline, nur GTE-Klasse          |
| Januar 2022   | 1.    | VCO Esports Racing World Cup I: Day 2       | rFactor 2     | $2,500 (~2,244 €)     |                                               |
| Januar 2022   | 1.    | VCO Esports Racing World Cup I: Day 3       | iRacing       | $2,500 (~2,244 €)     |                                               |
| Juni 2023     | 1.    | ESL R1 2023 – Spring Season                 | Rennsport     | 45,000 €              |                                               |
| Juli 2023     | 2.    | ESL R1 x Gamers8 2023                       | Rennsport     | $150,000 (~136,239 €) |                                               |
| November 2023 | 4.    | ESL R1 2023 – Fall Season                   | Rennsport     | 12,500 €              |                                               |
| August 2024   | 1.    | ESL R1 2024 Spring: Esports World Cup       | Rennsport     | $140,000 (~125,997 €) | Als BMW M Team Redline                        |
| Juli 2025     | 1.    | Rennsport R1 Spring: Esports World Cup 2025 | Rennsport     | $200,000 (~171.080 €) | Als BMW M Team Redline Red Bull Sim Racing    |
| Juli 2025     | 1.    | iRacing Spa 24 2025                         | iRacing       | –                     | Beide Teams als BMW M Team Redline            |
| Juli 2025     | 2.    | iRacing Spa 24 2025                         | iRacing       | –                     | Beide Teams als BMW M Team Redline            |

### Individuelle Erfolge
| Datum         | Platz | Veranstaltung                              | Computerspiel | Spieler            | Preisgeld           |
| ------------- | ----- | ------------------------------------------ | ------------- | ------------------ | ------------------- |
| Oktober 2020  | 5.    | 2020 Porsche Esports Supercup              | iRacing       | Maximilian Benecke | $13,900 (~11,784 €) |
| Juni 2023     | 2.    | ESL R1 2023 – Spring Season                | Rennsport     | Luke Bennett       | 20,000 €            |
| Juli 2023     | 3.    | ESL R1 x Gamers8 2023                      | Rennsport     | Jeffrey Rietveld   | $52,000 (~47,229 €) |
| Juli 2023     | 6.    | ESL R1 x Gamers8 2023                      | Rennsport     | Kevin Siggy        | $23,500 (~21,344 €) |
| April 2024    | 2.    | 2024 Porsche TAG Heuer Esports Supercup    | iRacing       | Diogo Pinto        | $28,600 (~26,381 €) |
| August 2024   | 1.    | ESL R1 2024 Spring: Esports World Cup      | Rennsport     | Kevin Siggy        | $25,000 (~22,479 €) |
| August 2024   | 2.    | ESL R1 2024 Spring: Esports World Cup      | Rennsport     | Sebastian Job      | $18,000 (~16,185 €) |
| August 2024   | 4.    | ESL R1 2024 Spring: Esports World Cup      | Rennsport     | Luke Bennett       | $10,000 (~8,992 €)  |
| November 2024 | 1.    | 2024 INDYCAR ButtKicker iRacing Pro Series | iRacing       | Diogo Pinto        | $20,000 (~19,000 €) |
| April 2025    | 3.    | 2025 Porsche TAG Heuer Esports Supercup    | iRacing       | Diogo Pinto        | $19,300 (~17,010 €) |